# Los Zapotales
Los Zapotales är en ort i Mexiko.   Den ligger i kommunen Tlapa de Comonfort och delstaten Guerrero, i den sydöstra delen av landet, 220 km söder om huvudstaden Mexico City. Los Zapotales ligger 1 078 meter över havet och antalet invånare är 144.
Terrängen runt Los Zapotales är huvudsakligen kuperad. Los Zapotales ligger nere i en dal. Runt Los Zapotales är det ganska tätbefolkat, med 86 invånare per kvadratkilometer. Närmaste större samhälle är Tlapa de Comonfort, 3,6 km öster om Los Zapotales. I omgivningarna runt Los Zapotales växer huvudsakligen savannskog.